# Rue Richard Vandevelde
Pour les articles homonymes, voir Richard et Vandevelde.
La rue Richard Vandevelde (en néerlandais : Richard Vandeveldestraat) est une rue bruxelloise de la commune de Schaerbeek qui va de la chaussée de Helmet à la chaussée de Haecht en passant par la place de Helmet, la rue Georges Raeymaekers, le square Apollo, la rue Henri Jacobs et la rue Stijn Streuvels.

## Histoire et description
Cette rue porte le nom d'un homme politique schaerbeekois, Richard Vandevelde, né à Welden le 4 mars 1850 et décédé à Schaerbeek le 22 septembre 1899.
La numérotation des habitations va de 1 à 159 pour le côté impair et de 2 à 170 pour le côté pair.

## Adresses notables
- no 2 : Glacerie Flamingo
- no 35 : Alimentation Helmet
- n° 40 : Café Babelmet
- no 42 : Destock-mode (boutique de Lingerie)
- no 48 : Gonni Coiffure
- no 58 : « Cosyns » Alimentation Générale
- no 92a : Salut l'Artiste (Art et Hobby Shop)